# لاست بریج ویلج، آرکانزاس
لاست بریج ویلج (به انگلیسی: Lost Bridge Village) یک منطقهٔ مسکونی در ایالات متحده آمریکا است که در شهرستان بنتون، آرکانزاس واقع شده‌است. لاست بریج ویلج ۸٫۳۶ کیلومتر مربع مساحت و ۹۴ نفر جمعیت دارد و ۳۷۳٫۰۸ متر بالاتر از سطح دریا واقع شده‌است.